# アウトバーン 26
アウトバーン 26（ドイツ語: Bundesautobahn 26, BAB 26 または A 26）はドイツの高速道路、アウトバーンの一路線である。
西のシュターデから東のヨルクまで15.5 kmの路線を持つ地方道路である。将来にハンブルクまで至る延長計画がある。